# 464 Мегера
464 Мегера (464 Megaira) — астероїд головного поясу, відкритий 9 січня 1901 року Максом Вольфом у Гейдельберзі.